# Josiah Wedgwood (1730–1795)

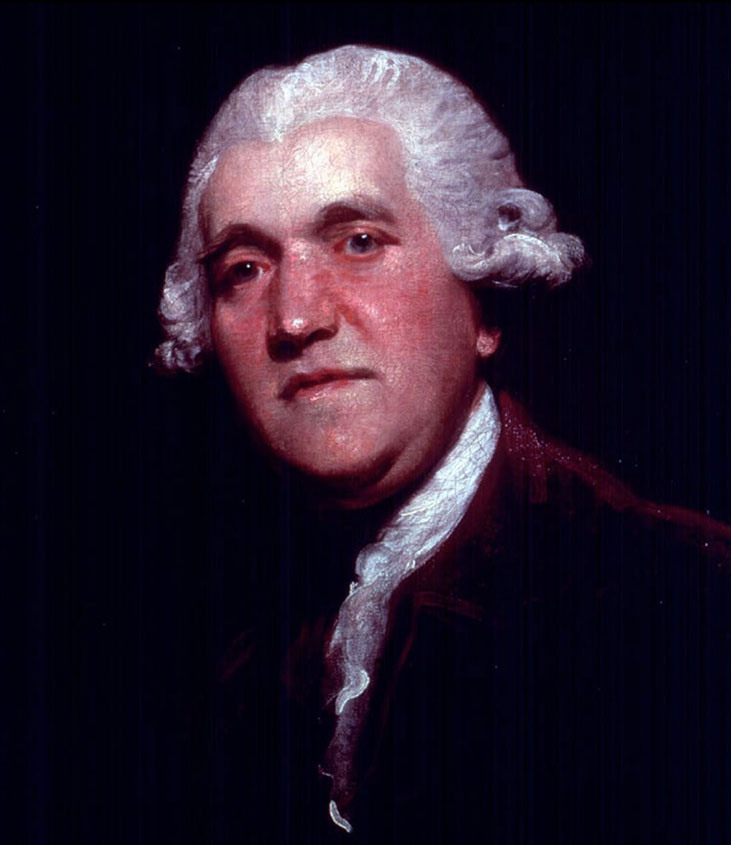
Josiah Wedgwood

Josiah Wedgwood (Burslem, 12 juli 1730 - Etruria, 3 januari 1795) was een Brits pottenbakker, oprichter van het Wedgwood-concern. Wedgwood was een van de drijvende krachten achter de industrialisatie van de vervaardiging van aardewerk. Daarnaast was hij een prominent lid van de Lunar Society. Hij beijverde zich ook voor het abolitionisme, het afschaffen van de slavernij. Zijn ontwerp van een knielende zwarte man met de tekst "Am I not a man and a brother?" werd het beeldmerk van de beweging.
Hij was een van de grondleggers van de uitgebreide Darwin-Wedgwood-familie. Onder zijn kleinkinderen waren Charles Darwin en Emma Darwin.